# To-Mera
To-Mera es una banda de metal progresivo procedente de South Oxfordshire, Reino Unido, formada por Julie Kiss y Lee Barrett (ex Extreme Noise Terror / Disgust / Mussolini Headkick) tras la salida de esta de la banda húngara Without Face. 
A comienzos del 2004 comienzan la búsqueda de miembros permanentes encontrando a Akos Pirisi, un gran fan de Meshuggah y maestro de los polirítmos que se encargará de la batería. 
Más tarde, Tom MacLean fue reclutado después de que él, un gran admirador de Without Face, reconociese a Julie y se presentara en un concierto de Dillinger Escape Plan. Tom se encargaría de las guitarras y además de los teclados en la demo grabada por el grupo, junto con el productor Brett Caldas-Lima.
Después de que la demo de la banda fuese grabada, el grupo finalmente encontró un teclista permanente en la figura de Hugo Sheppard.
Con la formación ya completa, el grupo lanza el 11 de septiembre de 2006 su primer disco de estudio, Transcendental, donde dan rienda suelta a todas sus influencias musicales. El disco se publica bajo el sello Candlelight Records, fundada por Lee Barrett, donde han publicado discos grupos del calibre de Opeth o Emperor.
Antes, sin embargo, había tenido lugar la salida de la banda de Akos Pirisi, debido a que no podía compatibilizar el grupo con su residencia en su Hungría natal. Su sustituto en la banda sería Paul Westwood, miembro por entonces de Foe, una banda londinense de rock experimental.
Más tarde, ya en el 2007, el teclista Hugo Sheppard deja la banda por motivos personales. Hen, guitarrista y teclista de la banda progresiva Haken, llegaría pronto como sustituto de Hugo. Hen es reconocido por su uso del tapping de 8 dedos.
Transcendental recibió muchas críticas positivas después de su lanzamiento en Europa.
To-Mera trabajó en el sucesor de Transcendental a lo largo del 2007. El álbum, llamado Delusions, fue publicado el 18 de febrero de 2008.
Pocos días después del lanzamiento del álbum, el bajista y miembro fundador Lee Barrett anunció su salida de la banda, argumentando que se sentía «incapacitado para cumplir cualquier posible gira futura o compromiso musical» debido a su otro trabajo. Su reemplazo fue rápidamente encontrado en Mark Harrington.
- Datos: Q383710